# Columbia—Kootenay—Southern Rockies
Pour les articles homonymes, voir Kootenay (homonymie) et Columbia.
Circonscription électorale fédérale du Canada
Columbia—Kootenay—Southern Rockies, appelée Kootenay—Columbia de sa création à 2025, est une circonscription électorale fédérale canadienne de la Colombie-Britannique située dans les Montagnes Rocheuses au sud-est de la province.

## Circonscription fédérale
La circonscription se situe au sud-est de la Colombie-Britannique et comprend les villes de Cranbrook, Creston, Invermere et Nelson. Sa limite sud correspond à la frontière avec les états de Washington, de l'Idaho et du Montana, aux États-Unis.
Les circonscriptions limitrophes sont
- au nord-ouest : Kamloops—Shuswap—Central Rockies
- au nord-est : Yellowhead (Alberta)
- à l'est : Foothills (Alberta)
- à l'ouest : Similkameen—Okanagan-Sud—Kootenay-Ouest et Vernon—Lake Country—Monashee[4].

## Historique
La circonscription est créée en 1996 à partir des circonscriptions de Kootenay-Est et de Kootenay-Ouest—Revelstoke. En 2003, une petite partie de Kootenay—Boundary—Okanagan est intégrée à la circonscription.
À la suite du découpage de la carte électorale de 2022, la circonscription est renommée Columbia–Kootenay–Southern Rockies. Son territoire est également modifié par la cession de sa partie nord à la nouvelle circonscription de  Kamloops—Shuswap—Central Rockies et l'ajout au sud-ouest d'une portion de l'ancienne circonscription d'Okanagan-Sud—Kootenay-Ouest.
| Législature                                                          | Années        | Député      | Député        | Parti               |
| -------------------------------------------------------------------- | ------------- | ----------- | ------------- | ------------------- |
| Kootenay—Columbia issue de Kootenay-Est et Kootenay-Ouest—Revelstoke |               |             |               |                     |
| 36e                                                                  | 1997–2000     |             | Jim Abbott    | Réformiste          |
| 36e                                                                  | 2000-2000     |             | Jim Abbott    | Alliance canadienne |
| 37e                                                                  | 2000–2003     |             | Jim Abbott    | Alliance canadienne |
| 37e                                                                  | 2003-2004     |             | Jim Abbott    | Conservateur        |
| 38e                                                                  | 2004–2006     |             | Jim Abbott    | Conservateur        |
| 39e                                                                  | 2006–2008     |             | Jim Abbott    | Conservateur        |
| 40e                                                                  | 2008–2011     |             | Jim Abbott    | Conservateur        |
| 41e                                                                  | 2011–2015     | David Wilks |               | Conservateur        |
| 42e                                                                  | 2015–2019     |             | Wayne Stetski | Néo-démocrate       |
| 43e                                                                  | 2019–2021     |             | Rob Morrison  | Conservateur        |
| 44e                                                                  | 2021–2025     |             | Rob Morrison  | Conservateur        |
| Columbia–Kootenay–Southern Rockies                                   |               |             |               |                     |
| 45e                                                                  | 2025–en cours |             | Rob Morrison  | Conservateur        |

## Résultats électoraux
Modèle:Élection générale canadienne de 2025 — Columbia—Kootenay—Southern Rockies
|       | Candidat        | Parti        | # de voix | % des voix |
|       | (X) David Wilks | Conservateur | +23 247,  | 36,78 %    |
|       | Don Johnston    | Libéral      | +12 315,  | 19,48 %    |
|       | Wayne Stetski   | NPD          | +23 529,  | 37,23 %    |
|       | Bill Green      | Vert         | +04 115,  | 6,51 %     |
| Total | Total           | Total        | 63 206    | 100 %      |

|       | Candidat        | Parti        | # de voix | % des voix |
|       | David Wilks     | Conservateur | +23 910,  | 55,88 %    |
|       | Betty Aitchison | Libéral      | +01 496,  | 3,5 %      |
|       | Mark Shmigelsky | NPD          | +14 199,  | 33,18 %    |
|       | Bill Green      | Vert         | +02 547,  | 5,95 %     |
|       | Brent Bush      | Indépendant  | +00636,   | 1,49 %     |
| Total | Total           | Total        | 42 788    | 100 %      |

|       | Candidat          | Parti        | # de voix | % des voix |
|       | (x) Jim Abbott    | Conservateur | +23 398,  | 59,59 %    |
|       | Betty Aitchison   | Libéral      | +03 044,  | 7,75 %     |
|       | Leon R. Pendleton | NPD          | +08 892,  | 22,64 %    |
|       | Ralph Moore       | Vert         | +03 933,  | 10,02 %    |
| Total | Total             | Total        | 39 267    | 100 %      |